# Amt Crivitz (1992–2013)
Das ehemalige Amt Crivitz bestand von 1992 bis 2013 und lag im Landkreis Ludwigslust-Parchim in Mecklenburg-Vorpommern (Deutschland). In diesem Amt waren zuletzt sieben Gemeinden zur Erledigung ihrer Verwaltungsgeschäfte zusammengeschlossen. Der Verwaltungssitz befand sich in Crivitz. Zum 1. Januar 2014 ging das Amt durch Fusion mit den Ämtern Ostufer Schweriner See und Banzkow im neuen Amt Crivitz auf.
Am 1. Juli 2004 wurde das Amt Crivitz um die Gemeinde Friedrichsruhe aus dem aufgelösten Amt Eldetal erweitert. Es setzte sich aus den Gemeinden Barnin, Bülow, Crivitz, Demen, Göhren, Friedrichsruhe, Tramm, Wessin und Zapel zusammen. Am 1. Januar 2011 wurde die bis dahin eigenständige Gemeinde Wessin mit den Ortsteilen Badegow und Radepohl nach Crivitz eingemeindet, am 1. Juli Göhren mit den Ortsteilen Bahlenhüschen und Settin nach Tramm.
Das Amtsgebiet erstreckte sich in den Niederungen der Warnow und der Lewitz nordwestlich von Parchim. Es wurde von der Warnow durchflossen, der Störkanal bildete die südwestliche Grenze. Im Norden grenzte das Amtsgebiet an das Amt Sternberger Seenlandschaft, im Osten an das Amt Parchimer Umland, im Süden an das Amt Neustadt-Glewe und im Westen an das Amt Banzkow sowie das Amt Ostufer Schweriner See. Im Amtsgebiet gab es mehrere größere Seen, der größte davon ist der Barniner See. Eine Anhöhe im Eichholz östlich von Crivitz war mit 88 Metern über dem Meeresspiegel die höchste Erhebung.
Neben der Landwirtschaft und der immer mehr dominierenden Windkraft spielte insbesondere der Tourismus eine zunehmende Rolle. 
Durch das Amt Crivitz führte die Bundesstraße 321 (Schwerin-Suckow). Westlich des Amtsgebietes verlief die Bundesautobahn 14, südlich davon die A 24. Die Bahnstrecke Schwerin–Parchim führte durch das Amt. Die Landeshauptstadt Schwerin ist rund 20 Kilometer entfernt.

## Die Gemeinden mit ihren Ortsteilen
- Barnin mit Hof Barnin
- Bülow mit Prestin und Runow
- Stadt Crivitz mit Augustenhof, Badegow, Basthorst, Gädebehn, Immenhof, Kladow, Krudopp, Militzhof, Muchelwitz, Radepohl, Rönkendorfer Mühle und Wessin
- Demen mit Buerbeck, Klaushof, Kobande und Venzkow
- Friedrichsruhe mit Frauenmark, Friedrichsruhe Dorf, Friedrichsruhe Hof, Goldenbow, Neu Ruthenbeck und Ruthenbeck
- Tramm mit Bahlenhüschen, Göhren und Settin
- Zapel mit Hof Zapel